# Une femme italienne
Pour plus de détails, voir Fiche technique et Distribution.
Une femme italienne (Oggetti smarriti) est une drame psychologique italien de Giuseppe Bertolucci sorti en 1980.
Il a été présenté au festival de Cannes 1980, dans le cadre du programme de la Quinzaine des réalisateurs.

## Synopsis
Une femme passe une nuit et un jour à errer dans la gare centrale de Milan, trouvant un point d'ancrage en compagnie d'un nouvel ami. 

## Fiche technique
- Titre français : Une femme italienne[2]
- Titre original italien : Oggetti smarriti[3]
- Réalisateur : Giuseppe Bertolucci
- Scénario : Giuseppe Bertolucci, Domenico Rafele (it), Lidia Ravera, Enzo Ungari (it)
- Photographie : Renato Tafuri
- Montage : Gabriella Cristiani
- Musique : Enrico Rava
- Décors : Francesco Bronzi (it)
- Production : Giovanni Bertolucci
- Sociétés de production : Fiction Cinematografica S.p.a.
- Pays de production :  Italie
- Langue originale : italien
- Format : Couleur - Son mono - 35 mm
- Durée : 95 minutes
- Genre : Drame psychologique
- Dates de sortie :
  - Italie : 14 avril 1980 (Milan)
  - France : 12 mai 1980 (Festival de Cannes 1980)[2]

## Distribution
- Mariangela Melato : Marta
- Renato Salvatori : Davide
- Maria Luisa Santella : Gina
- Bruno Ganz : Werner
- Laura Morante : Sara
- Francesca Rinaldi : la fille de Marta
- Dina Sassoli : la grand-mère
- Giorgia O'Brien
- Michael Pergolani

## Production
Le film a été entièrement tourné à l'intérieur de la gare centrale de Milan. 